# Arturo Mena Roig
Arturo Mena Roig (Cartagena, España; 2 de abril de 1878 - México, 1950) fue un militar español que combatió en la guerra civil española.

## Biografía
Cuando comenzó la guerra civil era un teniente coronel retirado que se mantuvo fiel a la República. A pesar de esto, el Gobierno de Francisco Largo Caballero lo reincorporó al servicio activo el 15 de octubre, integrándose en el nuevo Ejército Popular con el rango de coronel. En las fases iniciales de la guerra se convirtió en un comandante de las milicias que actuaron durante el asedio del Alcázar de Toledo y en la batalla de Madrid.
Militar extravagante, se hizo conocido por ir siempre acompañado de un macaco al que llamaba «Catalina». En mayo de 1937 dirigió un fallido ataque contra las posiciones franquistas situadas al sur de Toledo, con el apoyo de la 11.ª División de Enrique Líster. Para aquella época Mena Roig era comandante de la Agrupación Autónoma de Extremadura-Sur del Tajo. Más tarde mandó la 6.ª División y el VII Cuerpo de Ejército, interviniendo en el Frente de Extremadura.
Al final de la contienda marchó al exilio en Francia, y más tarde a México, donde falleció en 1950.